# خوان دي لا سييرفا (محطة مترو أنفاق مدريد)
خوان دي لا سييرفا (بالإسبانية: Juan de la Cierva)‏ هي محطة مترو أنفاق في مدريد في إسبانيا، تقع على الخط رقم 12.